# Derby d'Apulia
Il derby d'Apulia è il derby pugliese tra le due squadre del Foggia e del Bari. Il derby è chiamato così per la locazione delle due città nella cosiddetta Apulia, ovvero la Puglia continentale, chiamata così in epoca romana.

## Storia

### Le origini

La curva del Foggia durante un derby del 1981

Prima che venisse fondato il Bari, il Foggia aveva già disputato alcuni derby con formazioni baresi, come il Liberty, l'Ideale ed il FBC Bari. Da ricordare è il primo derby della Puglia continentale (non della Puglia, perché prima si erano disputati incontri tra Audace Taranto, Enotria Taranto, Ideale, Liberty, Lecce, Pro Italia e Veloce Taranto). Il primo derby d'Apulia, o per meglio dire, un antenato di esso è stato disputato nel girone pugliese di prima divisione il 25 novembre 1923 e fu un Liberty-Foggia, giocato a Bari e finito 2-0 per il Liberty. Il ritorno, giocato il 17 febbraio 1924 a Foggia vide sempre la vittoria della formazione barese per 2-1. Nello stesso anno disputò un altro derby contro l'Ideale, che vinse entrambi i confronti 5-0 a Bari e 2-0 a Foggia. Nelle origini del derby d'Apulia, è importante ricordare nella stagione 1924-1925 lo spareggio promozione/retrocessione che il Foggia, unica squadra nel girone pugliese di seconda divisione doveva disputare contro l'Ideale, ma i "rossoneri" rinunciarono allo spareggio. Tuttavia, alla compilazione dei quadri della stagione successiva il Foggia fu ammesso in prima divisione, dove disputò nuovamente altri derby, sempre contro Ideale e Liberty. L'Ideale fece sia all'andata che al ritorno 0-0, mentre il Liberty vinse a Foggia per 2-1 e a Bari per 3-0. Successivamente si sono disputati altri derby di minore spessore anche con un'altra formazione barese, il FCB Bari, che poi fondendosi nel 1927 con il Liberty e nel 1928 con l'Ideale, darà vita all'Unione Sportiva Bari (poi Associazione Sportiva Bari), con la quale il Foggia avrà un rapporto di rivalità e disputerà il derby d'Apulia.

### La storia
I primi due derby, in prima divisione entrambi per 2-1 dalle squadre casalinghe, prima dal Bari e poi dal Foggia. Altri due derby furono vinti entrambi dal Foggia nel 1932-1933, ma in quella stagione il Foggia si scontrò con il Bari B, la squadra delle riserve del Bari, iscritta al campionato di prima divisione. Quindi il primo vero confronto tra le due compagini si giocò l'19 novembre 1933 in Serie B e finì con una vittoria per il Bari per 1-0. Le due squadre si sono incontrate anche in altre divisioni, in Serie C e in IV Serie (attuale Serie D), ma negli anni '90 con il Bari fresco di Coppa Mitropa e il "Foggia dei miracoli" di Zdeněk Zeman, le due squadre si incontrarono quattro volte anche in Serie A. Il primo derby d'Apulia in massima serie fu disputato il 3 novembre 1991 allo Stadio Pino Zaccheria di Foggia e vide i satanelli imporsi sul Bari per 4-1. Il ritorno, il primo derby al San Nicola, finì 3-1 sempre per il Foggia. In quella stagione poi, la squadra di Zeman non riuscirà a qualificarsi per la Coppa UEFA a causa di una sconfitta rimediata all'ultima giornata. Nella stagione 1994-95, il Bari vince il derby al San Nicola il 4 dicembre 1994 per 2-1, con gol di Tovalieri e Lorenzo Amoruso, mentre la sfida del girone di ritorno a Foggia si chiude con un pareggio per 2-2. Oltre che nel campionato italiano, il derby venne disputato anche in varie edizioni della Coppa Italia. L'ultimo derby tra Bari e Foggia si è disputato il 26 Febbraio 2022 allo Stadio Pino Zaccheria e si è concluso col risultato di 2-2.

## Statistiche
|                 | Totale gare disputate | Vittorie Bari | Pareggi | Vittorie Foggia | Reti Bari | Reti Foggia |
| Prima divisione | 2                     | 1             | 0       | 1               | 3         | 3           |
| Serie A         | 4                     | 1             | 1       | 2               | 6         | 10          |
| Serie B         | 26                    | 7             | 12      | 7               | 30        | 33          |
| Serie C         | 8                     | 3             | 2       | 3               | 9         | 8           |
| Serie C1        | 2                     | 2             | 0       | 0               | 3         | 0           |
| IV Serie        | 4                     | 3             | 1       | 0               | 11        | 3           |
| Coppa Italia    | 8                     | 4             | 0       | 4               | 16        | 16          |
| Totale          | 54                    | 21            | 16      | 17              | 78        | 74          |

## Tabellini

### Prima Divisione
I tabellini degli incontri disputati in Prima Divisione:
| Nº | Data              | Stadio                | Competizione              | In casa | Risultato | In trasferta | Marcatori Bari             | Marcatori Foggia     |
| -- | ----------------- | --------------------- | ------------------------- | ------- | --------- | ------------ | -------------------------- | -------------------- |
| 1  | 25 settembre 1927 | Campo degli Sports    | Prima Divisione 1927-1928 | Liberty | 2 - 1     | Foggia       | 20', 46' (rig.) Costantino | 85' Zini             |
| 2  | 20 novembre 1927  | Stadio Pino Zaccheria | Prima Divisione 1927-1928 | Foggia  | 2 - 1     | Liberty      | 80' Bellomo                | 25', 70' (rig.) Poli |

### Serie A
I tabellini degli incontri disputati in Serie A:
| Nº | Data            | Stadio                | Competizione      | In casa | Risultato | In trasferta | Marcatori Bari            | Marcatori Foggia                         |
| -- | --------------- | --------------------- | ----------------- | ------- | --------- | ------------ | ------------------------- | ---------------------------------------- |
| 1  | 3 novembre 1991 | Stadio Pino Zaccheria | Serie A 1991-1992 | Foggia  | 4 - 1     | Bari         | 47' Giampaolo             | 18' (rig.), 45', 81' Baiano, 77' Signori |
| 2  | 29 marzo 1992   | Stadio San Nicola     | Serie A 1991-1992 | Bari    | 1 - 3     | Foggia       | 58' (rig.) Platt          | 6' Baiano, 33' Shalimov, 86' Kolyvanov   |
| 3  | 4 dicembre 1994 | Stadio San Nicola     | Serie A 1994-1995 | Bari    | 2 - 1     | Foggia       | 6' Tovalieri, 67' Amoruso | 48' Di Biagio                            |
| 4  | 30 aprile 1995  | Stadio Pino Zaccheria | Serie A 1994-1995 | Foggia  | 2 - 2     | Bari         | 9', 43' Pedone            | 15' Di Biagio, 78' (aut.) Bigica         |

### Serie B
I tabellini degli incontri disputati in Serie B:
| Nº | Data             | Stadio                | Competizione      | In casa | Risultato | In trasferta | Marcatori Bari                              | Marcatori Foggia                          |
| -- | ---------------- | --------------------- | ----------------- | ------- | --------- | ------------ | ------------------------------------------- | ----------------------------------------- |
| 1  | 19 novembre 1933 | Campo degli Sports    | Serie B 1933-1934 | Bari    | 1 - 0     | Foggia       | 88' Frossi                                  |                                           |
| 2  | 4 marzo 1934     | Stadio Pino Zaccheria | Serie B 1933-1934 | Foggia  | 2 - 1     | Bari         | 45' Rossini                                 | 30' Benedetti, 75' Pavanello              |
| 3  | 4 novembre 1934  | Stadio Pino Zaccheria | Serie B 1934-1935 | Foggia  | 3 - 1     | Bari         | 32' Marchionneschi                          | 41' Benedetti, 58', 85' Sudati            |
| 4  | 17 marzo 1935    | Stadio della Vittoria | Serie B 1934-1935 | Bari    | 1 - 1     | Foggia       | 30' Banchero                                | 51' Benedetti                             |
| 5  | 2 dicembre 1962  | Stadio Pino Zaccheria | Serie B 1962-1963 | Foggia  | 1 - 1     | Bari         | 16' Bonacchi                                | 27' Oltramari                             |
| 6  | 28 aprile 1963   | Stadio della Vittoria | Serie B 1962-1963 | Bari    | 2 - 1     | Foggia       | 66' (rig.), 86' Catalano                    | 78' (aut.) Visentin                       |
| 7  | 1º ottobre 1967  | Stadio della Vittoria | Serie B 1967-1968 | Bari    | 2 - 2     | Foggia       | 72' (rig.) Mujesan, 82' De Nardi            | 19' (rig.) Traspedini, 61' Oltramari      |
| 8  | 25 febbraio 1968 | Stadio Pino Zaccheria | Serie B 1967-1968 | Foggia  | 1 - 1     | Bari         | 79' (aut.) Capra                            | 90' (rig.) Nocera                         |
| 9  | 15 dicembre 1968 | Stadio della Vittoria | Serie B 1968-1969 | Bari    | 0 - 0     | Foggia       |                                             |                                           |
| 10 | 4 maggio 1969    | Stadio Pino Zaccheria | Serie B 1968-1969 | Foggia  | 4 - 0     | Bari         |                                             | 52' Garzelli, 62', 82' Saltutti, 77' Nuti |
| 11 | 19 dicembre 1971 | Stadio Pino Zaccheria | Serie B 1971-1972 | Foggia  | 2 - 2     | Bari         | 10' Lopez, 48' Marmo                        | 65' Mola, 85' Pavone                      |
| 12 | 7 maggio 1972    | Stadio della Vittoria | Serie B 1971-1972 | Bari    | 1 - 1     | Foggia       | 3' Dalle Vedove                             | 35' (aut.) Spimi                          |
| 13 | 17 dicembre 1972 | Stadio Pino Zaccheria | Serie B 1972-1973 | Foggia  | 0 - 0     | Bari         |                                             |                                           |
| 14 | 13 maggio 1973   | Stadio della Vittoria | Serie B 1972-1973 | Bari    | 0 - 1     | Foggia       |                                             | 24' Braglia                               |
| 15 | 22 ottobre 1978  | Stadio Pino Zaccheria | Serie B 1978-1979 | Foggia  | 3 - 1     | Bari         | 2' La Torre, 23' (rig.) Fiorini, 45' Apuzzo | 7' Sasso                                  |
| 16 | 18 marzo 1979    | Stadio della Vittoria | Serie B 1978-1979 | Bari    | 1 - 1     | Foggia       | 84' Pellegrini                              | 82' Apuzzo                                |
| 17 | 7 dicembre 1980  | Stadio della Vittoria | Serie B 1980-1981 | Bari    | 2 - 1     | Foggia       | 61' Serena, 85' Iorio                       | 63' Sciannimanico                         |
| 18 | 10 maggio 1981   | Stadio Pino Zaccheria | Serie B 1980-1981 | Foggia  | 1 - 1     | Bari         | 40' Iorio                                   | 78' Bozzi                                 |
| 19 | 8 novembre 1981  | Stadio della Vittoria | Serie B 1981-1982 | Bari    | 3 - 0     | Foggia       | 9' Bresciani, 31', 88' Iorio                |                                           |
| 20 | 4 aprile 1982    | Stadio Pino Zaccheria | Serie B 1981-1982 | Foggia  | 1 - 2     | Bari         | 17' Bagnato, 68' Armenise                   | 26' Bordon                                |
| 21 | 24 ottobre 1982  | Stadio Pino Zaccheria | Serie B 1982-1983 | Foggia  | 2 - 1     | Bari         | 81' (rig.) De Tommasi                       | 30' (rig.) Bordon, 77' Calonaci           |
| 22 | 20 marzo 1983    | Stadio della Vittoria | Serie B 1982-1983 | Bari    | 2 - 1     | Foggia       | 45' De Trizio, 55' (rig.) Bagnato           | 42' Sassarini                             |
| 23 | 19 gennaio 1997  | Stadio San Nicola     | Serie B 1996-1997 | Bari    | 1 - 2     | Foggia       | 5' Di Vaio                                  | 59' (aut.) Zanchi, 67' Di Michele         |
| 24 | 8 giugno 1997    | Stadio Pino Zaccheria | Serie B 1996-1997 | Foggia  | 1 - 1     | Bari         | 48' Ventola                                 | 81' Colacone                              |
| 25 | 26 novembre 2017 | Stadio San Nicola     | Serie B 2017-2018 | Bari    | 1 - 0     | Foggia       | 92' Galano                                  |                                           |
| 26 | 21 aprile 2018   | Stadio Pino Zaccheria | Serie B 2017-2018 | Foggia  | 1 - 1     | Bari         | 29' Nenê                                    | 23' (aut.) Gyömbér                        |

### Serie C
I tabellini degli incontri disputati in Serie C (prima sostituita dalla Serie C1 e Serie C2 ed ora dalla Prima divisione e Seconda divisione):
| Nº | Data             | Stadio                | Competizione      | In casa | Risultato | In trasferta | Marcatori Bari                      | Marcatori Foggia       |
| -- | ---------------- | --------------------- | ----------------- | ------- | --------- | ------------ | ----------------------------------- | ---------------------- |
| 1  | 23 dicembre 1951 | Stadio Pino Zaccheria | Serie C 1951-1952 | Foggia  | 1 - 0     | Bari         |                                     | 69' Pozzo              |
| 2  | 27 aprile 1952   | Stadio della Vittoria | Serie C 1951-1952 | Bari    | 1 - 3     | Foggia       | 31' Vörös, 66' Aiello, 87' Di Fonte | 75' Pozzo              |
| 3  | 1º novembre 2020 | Stadio Pino Zaccheria | Serie C 2020-2021 | Foggia  | 1 - 0     | Bari         |                                     | 41' (rig.) Curcio      |
| 4  | 27 febbraio 2021 | Stadio San Nicola     | Serie C 2020-2021 | Bari    | 1 - 0     | Foggia       | 60' Cianci                          |                        |
| 5  | 19 maggio 2021   | Stadio San Nicola     | Serie C 2020-2021 | Bari    | 3 - 1     | Foggia       | 25' Manuel Marras, 39', 56' D'Ursi  | 53' Di Jenno           |
| 6  | 20 ottobre 2021  | Stadio San Nicola     | Serie C 2021-2022 | Bari    | 1 - 1     | Foggia       | 43' Maita                           | 69' Ferrante           |
| 7  | 26 febbraio 2022 | Stadio Pino Zaccheria | Serie C 2021-2022 | Foggia  | 2 - 2     | Bari         | 21' Cheddira, 86' Mallamo           | 12' Curcio, 23' Merola |

### Serie C1
I tabellini degli incontri disputati in Serie C1 (ora Prima divisione):
| Nº | Data             | Stadio                | Competizione       | In casa | Risultato | In trasferta | Marcatori Bari             | Marcatori Foggia |
| -- | ---------------- | --------------------- | ------------------ | ------- | --------- | ------------ | -------------------------- | ---------------- |
| 1  | 20 novembre 1983 | Stadio della Vittoria | Serie C1 1983-1984 | Bari    | 2 - 0     | Foggia       | 12' Messina, 53' Guastella |                  |
| 2  | 8 aprile 1984    | Stadio Pino Zaccheria | Serie C1 1983-1984 | Foggia  | 0 - 1     | Bari         | 28' Loseto                 |                  |

### IV Serie
I tabellini degli incontri disputati in IV Serie (ora Serie D):
| Nº | Data             | Stadio                | Competizione       | In casa | Risultato | In trasferta | Marcatori Bari                                          | Marcatori Foggia             |
| -- | ---------------- | --------------------- | ------------------ | ------- | --------- | ------------ | ------------------------------------------------------- | ---------------------------- |
| 1  | 14 dicembre 1952 | Stadio Pino Zaccheria | IV Serie 1952-1953 | Foggia  | 1 - 1     | Bari         | 83' Chiricallo                                          | 17' (rig.) Orlando           |
| 2  | 29 marzo 1953    | Stadio della Vittoria | IV Serie 1952-1953 | Bari    | 2 - 0     | Foggia       | 44' Vörös, 60' Bonaretti                                |                              |
| 3  | 2 maggio 1954    | Stadio della Vittoria | IV Serie 1953-1954 | Bari    | 3 - 0     | Foggia       | 6' Maccagni, 77' Mazzoni, 90' Cancellieri               |                              |
| 4  | 14 dicembre 1954 | Stadio Pino Zaccheria | IV Serie 1953-1954 | Foggia  | 2 - 5     | Bari         | 2', 26', 56' Santoni, 40' (rig.) Gamberini, 85' Filiput | 69' Bacci, 88' (rig.) Gorini |

### Coppa Italia
I tabellini degli incontri disputati in Coppa Italia:
| Nº | Data              | Stadio                | Competizione           | In casa | Risultato | In trasferta | Marcatori Bari                                            | Marcatori Foggia                                      |
| -- | ----------------- | --------------------- | ---------------------- | ------- | --------- | ------------ | --------------------------------------------------------- | ----------------------------------------------------- |
| 1  | 7 settembre 1958  | Stadio della Vittoria | Coppa Italia 1958-1959 | Bari    | 5 - 1     | Foggia       | 31' (rig.) Mazzoni, 33' Cappa, 69', 79' Erba, 84' Rebizzi | 9' Bortolotti                                         |
| 2  | 18 settembre 1960 | Stadio della Vittoria | Coppa Italia 1960-1961 | Bari    | 3 - 1     | Foggia       | 10', 45', 77' Erba                                        | 48' Patino                                            |
| 3  | 6 settembre 1964  | Stadio della Vittoria | Coppa Italia 1964-1965 | Bari    | 1 - 4     | Foggia       | 41' Lubrano                                               | 22', 103' Nocera, 99' Favalli, 106' Patino            |
| 4  | 22 settembre 1968 | Stadio Pino Zaccheria | Coppa Italia 1968-1969 | Foggia  | 3 - 1     | Bari         | 53' Tonoli                                                | 7' Maioli, 37' Rolla, 88' Saltutti                    |
| 5  | 6 settembre 1970  | Stadio della Vittoria | Coppa Italia 1970-1971 | Bari    | 1 - 0     | Foggia       | 58' Colautti                                              |                                                       |
| 6  | 28 agosto 1977    | Stadio Pino Zaccheria | Coppa Italia 1977-1978 | Foggia  | 4 - 1     | Bari         | 62' Asnicar                                               | 39', 59' Gentile, 43' (aut.) Papadopulo, 73' Ulivieri |
| 7  | 22 agosto 1982    | Stadio della Vittoria | Coppa Italia 1982-1983 | Bari    | 3 - 1     | Foggia       | 51', 79' Bresciani, 88' Nicassio                          | 10' Desolati                                          |
| 8  | 9 agosto 2015     | Stadio San Nicola     | Coppa Italia 2015-2016 | Bari    | 1 - 2     | Foggia       | 78' Defendi                                               | 57' Gigliotti, 65' Floriano                           |

## Classifiche e record

### Classifica reti
Bari
- 5 Paolo Erba
- 4 Maurizio Iorio
- 3 Carlo Bresciani, Aldo Santoni

Paolo Erba, capocannoniere dei derby d'Apulia con 5 reti.

- 2 Carmelo Bagnato, Biagio Catalano, Mario Mazzoni, Francesco Pedone, Mihály Vörös
- 1 Lorenzo Amoruso, Michele Armenise, Giovanni Asnicar, Elvio Banchero, Rodolfo Bonacchi, Alberto Bonaretti, Antonio Cancellieri, Lorenzo Cappa, Mario Colautti, Giampiero Dalle Vedove, Agostino De Nardi, Claudio De Tommasi, Giorgio De Trizio, Marco Di Vaio, Livio Filiput, Annibale Frossi, Raffaele Gamberini, Federico Giampaolo, Salvatore Guastella, Carmelo La Torre, Antonio Lopez, Onofrio Loseto, Ciro Lubrano, Angelo Maccagni, Alfredo Marchionneschi, Corrado Marmo, Gabriele Messina, Lucio Mujesan, Luigi Nicassio, Stefano Pellegrini, David Platt, Giancarlo Rebizzi, Raffaele Rossini, Aldo Serena, Alberto Tonoli, Sandro Tovalieri, Nicola Ventola

Foggia

Il tridente delle meraviglie, con Baiano, capocannoniere foggiano nei derby d'Apulia, Signori, autore di un gol in un derby nel 1991 e Rambaudi.

- 4 Francesco Baiano, Benedetto Benedetti
- 3 Nello Saltutti
- 2 Ernesto Apuzzo, Antonio Bordon, Luigi Di Biagio, Carmine Gentile, Cosimo Nocera, Roberto Oltramari, Giuseppe Pozzo, Attilio Sudati
- 1 Antonio Aiello, Nibio Bacci, Giuseppe Bortolotti, Stanislao Bozzi, Giorgio Braglia, Marco Calonaci, Nicola Chiricallo, Roberto Colacone, Claudio Desolati, Marino Di Fonte, David Di Michele, Giuliano Fiorini, Paolo Garzelli, Severino Gorini, Igor' Kolyvanov, Giorgio Maioli, Renato Mola, Vincenzo Orlando, Francesco Patino, Giuseppe Pavone, Giovanni Pavanello, Roberto Rolla, Antonio Sassarini, Igor Shalimov, Rosario Sasso, Arcangelo Sciannimanico, Giuseppe Signori, Vincenzo Traspedini, Nerio Ulivieri

### Classifica autoreti
L'autore delle autoreti è inserito nella lista della propria squadra.
Bari
- 1 Emiliano Bigica, Giuseppe Papadopulo, Vittorio Spimi, Bruno Visentin, Marco Zanchi

Foggia
- 1 Bruno Capra

### Più gol in una partita
- Per il Bari: 3 Aldo Santoni (Foggia - Bari 2-5, IV Serie 1953-1954), Paolo Erba (Bari - Foggia 3-1, Coppa Italia 1960-1961)
- Per il Foggia: 3 Francesco Baiano (Foggia - Bari 4-1, Serie A 1991-1992)

### Vittorie casalinghe più larghe
- Per il Bari: Bari-Foggia 5-1 (Coppa Italia 1958-1959)
- Per il Foggia: Foggia-Bari 4-0 (Serie B 1968-1969)

### Vittorie in trasferta più larghe
- Per il Bari: Foggia - Bari 2-5 (IV Serie 1953-1954)
- Per il Foggia: Bari - Foggia 1-3 (Serie C 1951-1952 e Serie A 1991-1992)

### Partita con più gol
- Foggia-Bari 2-5 (IV Serie 1953-1954)